# 1997년 해태 타이거즈 시즌
1997년 해태 타이거즈 시즌은 해태 타이거즈가 KBO 리그에 참가한 16번째 시즌으로 김응용 감독이 팀을 이끈 15번째 시즌이다. 팀은 정규 시즌 1위에 오르며 한국시리즈에 직행했다. 한국시리즈에서는 LG 트윈스를 4승 1패로 꺾고 창단 9번째 한국시리즈 우승을 달성했으며, 이 우승은 '해태 타이거즈'라는 이름으로 거둔 마지막 우승이었다.

## 코치
- 유남호, 차영화, 김종모, 김성한, 이상윤, 장채근, 김일권

## 타이틀
- KBO 골든글러브: 이대진 (투수), 이종범 (유격수), 홍현우 (3루수), 박재용 (지명타자)
- 매직글러브: 이대진 (투수), 김종국 (2루수), 이종범 (유격수), 홍현우 (3루수), 이호성 (우익수)
- 올스타 선발: 김종국 (2루수), 이종범 (유격수), 홍현우 (3루수)
- 올스타전 추천선수: 이대진, 최해식
- 한국시리즈 MVP: 이종범
- 컴투스프로야구 90년대 해태 타이거즈 라인업: 김응용 (감독), 김성한 (수석코치), 김종모 (타격코치), 김일권 (주&수코치), 유남호 (투수코치), 이상윤 (불펜코치)
- 컴투스프로야구 나때는 말이야 라인업: 김응용 (감독)
- WAR: 이종범 (9.53)
- 출장(타자): 홍현우, 김종국 (126)
- 타석: 이종범 (577)
- 득점: 이종범 (112)
- 도루: 이종범 (64)
- 고의4구: 이종범 (30)
- 마무리등판: 임창용 (55)
- 선발승: 이대진 (17)

### 퓨처스리그
- 남부리그 홈런: 최희창 (8)
- 완투: 박진철 (7)
- 남부리그 다승: 김승남 (10)

## 선수단
- 선발투수 : 이대진, 이강철, 김상진, 조계현, 김봉영
- 구원투수 : 강태원, 이원식, 김정수, 김동호, 이재만, 박철웅, 박진철, 김승남
- 마무리투수 : 임창용, 오철민
- 포수 : 최해식, 김지영, 권오성, 조남기, 정회열
- 1루수 : 장성호
- 2루수 : 김종국, 이경복
- 유격수 : 이종범, 김태룡
- 3루수 : 홍현우, 안상준
- 좌익수 : 최훈재, 박재벌, 이건열, 장석희
- 중견수 : 김창희, 이순철, 김병조
- 우익수 : 이호성, 백인수, 조현
- 지명타자 : 박재용, 이호준, 추평호, 최희창, 구한성, 이동욱, 김형성, 최철민

## 특이 사항
- 이종범은 고의4구 30개를 얻어내며 이 부문 단일 시즌 역대 1위를 기록했다.
- 이종범은 5월 18일부터 6월 27일까지 불과 약 한 달 만에 당시 기준 KBO 리그 역대 최다인 29연속 도루 성공을 기록했다. 이 기록은 이후 2023년부터 2025년까지 약 2년에 걸쳐 30연속 도루 성공을 기록한 송성문에 의해 깨졌다.
- 임창용은 KBO 리그 사상 처음으로 선발 등판을 단 한 번도 하지 않고 규정 이닝을 채웠다.
- 박철웅은 이 시즌 KBO 리그 역대 단일 시즌 현대 유니콘스 상대 최고 피OPS(5.000) 기록을 세웠다.
- 1998 신인드래프트에서 지명된 소소경은 KBO 리그에 입성한 첫 대만 국적 선수다. 다만 학창시절을 모두 대한민국에서 보내 KBO 리그 규정 상 대한민국 선수로 등록되어 있기에 공식적인 첫 대만 국적 선수는 2018년 NC 다이노스에 입단한 왕웨이중이다.
- 김정수는 이 시즌에 개인 통산 8번째이자 마지막 한국시리즈 우승을 경험해 KBO 리그에서 가장 많이 우승을 경험한 선수가 되었다.
- 숀 헤어는 시즌 후 열린 외국인 선수 드래프트에서 1라운드에 지명되어 해태 타이거즈 역대 최초의 외국인 선수가 되었다. 한편 2라운드에 지명되었으나 입단이 불발된 투수 윌리엄 저비는 당시 2라운드 지명 선수들 중 유일하게 입단이 무산된 케이스였다.
- 팀은 총 48개의 고의4구를 얻어내 단일 시즌 최다 고의4구를 기록했다.